# Гізатуллін Ільнур Альфрідович
Ільнур Альфрідович Гізатуллін (рос. Ильнур Альфридович Гизатуллин; 13 травня 1969, м. Казань, СРСР) — російський хокеїст, правий нападник. Головний тренер «Аріада-Акпарс» (Волжськ).
Вихованець хокейної школи СК ім. Урицького. Виступав за: «Ітіль»/«Ак Барс» (Казань), «Нафтохімік» (Нижньокамськ), ЦСКА (Москва), ХК «Блед», «Нафтовик» (Леніногорськ), «Хімік» (Воскресенськ), «Аріада-Акпарс» (Волжськ).

## Досягнення
- Чемпіон Росії (1998), срібний призер (2000).

## Тренерська кар'єра
- Помічник головного тренера «Аріада-Акпарс» (Волжськ) (2010—11, ВХЛ).
- Головний тренер «Аріада-Акпарс» (Волжськ) (2011—14, ВХЛ).
- Помічник головного тренера «Лада» (Тольятті) (з 2014, КХЛ).